# Liste der Mitglieder des Coburger Landtags (8. Wahlperiode)
Diese Liste nennt die Mitglieder des Coburger Landtags in seiner 8. Wahlperiode (1853–1855).
Bei den Landtagswahlen 1853 wurden die Abgeordneten erstmals nach dem neuen Wahlrecht gewählt.
| Wahlbezirk | Name                     | Stand                          | Anmerkung |
| ---------- | ------------------------ | ------------------------------ | --- |
| I          | Leopold Oberländer       | Bürgermeister in Coburg        | Präsident |
| II         | Friedrich Köhler         | Gerichtsadvokat in Coburg      | Stellvertretender Präsident |
| III        | Gottfried Theodor Forkel | Gerichtsadvokat in Coburg      | Schriftführer |
| IV         | Gottlieb Zimmer          | Kunstmüller in Scherneck       | Mandat auf der konstituierenden Sitzung niedergelegt |
| V          | Heß                      | Landwirt in Neusses bei Coburg | |
| VI         | Ehrhardt Hohnbaum        | Handelsmann in Rodach          | Mandat auf der konstituierenden Sitzung niedergelegt |
| VII        | Ehrhardt Florschütz      | Ökonom in Elsa                 | |
| VIII       | August Rückert           | Stadtrichter in Neustadt       | |
| IX         | Flemming                 | Ökonom in Oberwohlsbach        | |
| X          | Johann Stegner           | Ökonom in Frohnlach            | Eigentlich war im X. Wahlbezirk Feodor Streit gewählt worden. Da dieser jedoch keine direkte Staatssteuer zu zahlen hatte, wurde die Wahl für ungültig erklärt und Stegner gewählt. |
| XI         | Eduard Müller            | Bürgermeister in Königsberg    | |

Johann Stegner war Alterspräsident des Landtags. Dem ständigen Ausschuss gehörten Oberländer als Präsident, Forkel als Schriftführer sowie Stegner, Köhler und Florschütz an.
Als Abgeordnete des Gemeinschaftlichen Landtags wurden Oberländer, Stegner, Forkel, Köhler, Rückert, Florschütz und Heß gewählt.